# Кондрашов, Юрий Семёнович
Юрий Семёнович Кондрашов (род. 25 января 1952) — советский хоккеист, нападающий.

## Биография
Воспитанник «Крыльев Советов». В чемпионате СССР дебютировал в сезоне 1968/69, проведя за клуб три матча. В следующем сезоне сыграл в трёх матчах. В сезоне 1970/71 был игроком основного состава — 32 матча, в сезоне 1971/72 провёл две игры. После сезона-1972/73 в команде второй лиги «Дизелист» Пенза завершил карьеру.
Чемпион Европы среди юниорских команд 1971.